# 一龍斎貞友
一龍斎 貞友（いちりゅうさい ていゆう、1958年〈昭和33年〉6月20日 - ）は、日本の講談師、声優である。師匠は講談師で人間国宝の一龍斎貞水。大阪府大阪市出身。旧芸名：鈴木 三枝（すずき みえ、1981年 - 1985年）、鈴木 みえ（読みは前の芸名と同じ、1985年 - 1998年）。声優から講談師に転向し、かつ声優業も継続して行う。

## 経歴
以前は太陽プロモーション、プロダクションエム・スリー、同人舎プロダクション、ウイットプロモーション、ぷろだくしょんバオバブ、センテナリアに所属していた。
未熟児で生まれ、幼少期は体が弱く家にこもって本を読むことが好きで、「本の中に埋もれて暮らせたら」と考えていたほど将来は図書館司書になりたかったという。
父が厳格な家庭に育ち、「自由になりたい」という気持ちが強く「早く親元を離れたい」と考えるようになる。小学校時代の国語の教師が芝居が好きで、授業で芝居のようなもことをしたことがきっかけだったといい、その時に「お芝居って楽しいかも」と思うようになった。
文章の音読は父の前でしており、作文、感想文は必ず書いた後父の前で発表しなくてはならず、チェックが入って手直ししてまた発表する感じだったという。
学校の教師になるという条件で、学校を受験し、合格したが、「このままでいいのかな」と疑問や限界を感じるようになって途中で中退。
両親としては小さい頃体が弱かったこともあり心配だったと思うが、あまりにも禁止事項が多すぎて自我が目覚めてきた頃には、その生活を続けていくことは無理だったと語り、学校中退した時には両親は相当失望していたという。
学校中退前に転がり込む友達にあたりをつけておいて、大阪から上京。両親は、役者を目指すことについて絶対反対だったが、その時は諦念していたようだったという。上京後、独り暮らしになってしまったが、色々なアルバイトをしていた。友人がたくさん上京していたため、精神的には大丈夫だったという。「演劇を学ぼう」と思い養成所を探し、1番の条件が月謝の安いところ見つけたススキダ演技研究所に入所。本が好きだったこと、当時の夢はラジオなどで朗読のコーナーを持つことだったことから「朗読がしたい」と思っていた。ラジオが好きで、「ラジオで朗読の仕事ができたら」と考えて、発声の訓練を受けており、本好きなため、「朗読の仕事を」と考えていたという。色々なレッスンがあり、多くの人と何かを作っていくことが楽しかった。狂言などはかじった程度だが、比較的得意であった。当時のアルバイトは夕方から夜、もしくは早朝のものを選んでいた。
一番印象に残っていることは、先生が声優志望の人物たちに「アクセントが半年で直らなかったら声優になることは少し考えたほうがいい」と述べていたことであった。一龍斎も関西生まれのため、アクセントを直さなくていけなかった。このことは、標準語が話すことができると方言は武器になるが、逆はないことから一龍斎自身が講師をするようになっても「それはほぼ正しい」と語る。父の転勤もあり方言を変えることには慣れて標準語も耳で聞き覚えることができたという。その時、「他人より秀でた何かを持っていない私ができることは、やはり一つ一つのことを確実にクリアーにしていくことだ」と強く思った。例えば外朗売りにしても一旦覚えてしまえば忘れないことから一気に集中して覚えたりしていた。
知り合いのナレーターが「声優のオーディションを受けてみないか」と声をかけてくれて、オーディションに合格し、1981年、『まいっちんぐマチコ先生』のまる子役で声優としての活動を始める。『まいっちんぐマチコ先生』の時には共演の先輩から多くのアドバイスをくれたという。
声優養成所出身ではなく、声優になろうと思っていた訳ではなかったため、当初は声優の業界用語がわからずかなり戸惑っていた。ほかの声優たちとの人間関係、一龍斎に対する評判などに気持ちが萎えてしまったこともあった。
現場では他の声優のやり方を見て勉強し、態度は大きかったようで、そのことでも色々だった。当時は、目の前の仕事をこなすことが精一杯だったことから、他に気を回す余裕がなかったという。
活動当初はアニメが多かったため、外画の現場でヘッドホンをつけるのも忘れており、デビューして何本かまとめて仕事が決まっていったため、大変だった。
それでも、声優としての活動を途絶えることなく続けることができた。しかし声優のレギュラーのオーディションのキャスティングの状況の厳しさの中で、「この仕事で自分はキャリアを積んでいけるのだろうか」という思いがあった。
新人の頃、一気に7本の番組が決まったが、7本とも終わってしまったという。女性の場合、「キャリアを積むのは難しい」と感じており、そういった状況になった時に、他人をうらやんだりしないようにするためには「まず行動してアプローチしていかなくては」と思うようになったという。
1985年、芸名を鈴木みえに変更。
1992年、6代目一龍斎貞水に入門。1993年に初舞台。
講談の世界に入ろうと思った理由は声優のオーディションのキャスティングの状況の中で「どうしたらいいのか」と考えて声優の仕事を引退しても大丈夫なように朗読、司会の勉強、社員教育インストラクターの学校にも通っており、結婚式の司会を年間200組ぐらい担当したこともある。結果的には声の仕事の魅力に勝る仕事には巡り会えず、「何か突拍子のないことを始めるよりしゃべりに関係することのほうがいいかな」と考えて周囲からは「これ以上新しいことを増やさないほうがいい」と言われていたが、「声優という仕事をリタイアしても、古典芸能なら女性でもキャリアを積んでいけるのではないか」と思い、「講談をやってみたい」と考えるようになる。元々落語が好きで、後に師匠になる一龍斎貞水の講談を聞いて感銘を受けて「立体的に語るとはこういうことなんだ、この人はすごい！」と思い、弟子入りを決めたからである。講談を始めた時は、周囲から反対されたという。
最初の5年間あまりは前座修業で、師匠の身の回りのお世話が主な仕事で、「一旦入門したからには腹を据えてやらなければ」と、必死で修業していた。自分で決めたことだったことから、「厳しいことに直面 しても引くに引けない」という覚悟があったという。
1996年、二つ目昇進。
1999年、芸名を鈴木みえから一龍斎貞友に改名。
2004年、真打昇進。昇進披露パーティーは東京ドームホテルに600人を招いて盛大に行われた。

## 人物
講談師になる前は滅多に顔出しはしていなかったが、『忍たま乱太郎』のイベントには他のメインキャストと参加していた。
講談師として真打に昇進した際は、『クレヨンしんちゃん』原作コミックの41巻38頁に作者である臼井儀人からの「祝・真打★貞友」というメッセージが載せられた。
講談を学んだことで声優として意識が変わったりことはあり、一つ目は講談の師匠に「お前の芸は“引いてしまう芸”だ」と指摘されたことがあった。気が小さく、「もっと押し出していけ」といわれ、はっとしていたという。
講談では声の仕事のように「声を変えるのがせこい」と言われ、習性でキャラクターで声を変えていき、2008年時点では、「“持ち味”として活かしなさい」と許しがでているという。講談を始めてからは、ナチュラル&リアリティのシーンの距離感、思いなどを伝えるのに、今まで以上に奥の深い部分を意識するようになった。
語られない深い部分を「凝縮して台詞として表現したい」と思うようになり、間尺など、色々と制約がある中でいかにリアリティを出すかということを師匠から学んだと語る。自分自身の目標をたてる時に、近い目標と遠い目標の2つを同時に立てるようにしている。
師匠の手伝いなど内弟子としての仕事があったことから、声優としての仕事はかなり抑えなければならなかった。本気で学ばなくてはならないことからカルチャーショックの連続で、我慢しなければいけなかったこともたくさんあったという。講談をするようになり、声優の仕事の大切さ、好きな気持ちを、意識できるようになったという。
講師としても活躍しており、声優志望者にはどのように指導することについては、現場で迷惑をかけない最低限のことをしっかり教えようと語る。基本的な発声、滑舌、鼻濁音、無声化などはもちろん、それと同時に役をどう捉えるのかもしっかりと学んで欲しいと語る。
初心者には、初めは外朗売りを教えている。あとは「沢山の本を読んでください」と話しており、「黙読すること、音読すること、並行してやってほしい」と語る。
声で表現するということが見えてくることからよく画面を見ないで、「声だけ聞いてごらんなさい」とアドバイスをしている。
『忍たま乱太郎』をはじめ、『ちびまる子ちゃん』『クレヨンしんちゃん』など、長寿アニメのレギュラーキャラクターを担当。
2017年から川崎大師にて「三土の会」と称する独演勉強会を開始。
特技はバレエ、ピアノ、日本舞踊、大阪弁、京都弁、山形弁。
語りの恩師として加藤精三を挙げている。加藤は厳しい性格であり、自身にとって日常も役柄も変わらず恐い存在であったが、『忍たま乱太郎』で共演して距離感も縮まってとても嬉しかったという。「やっぱり自分が表現者としてどういう風にやっていくかっていうのをすごく突き詰めていらした方なので、一緒にできてよかったなって思っています。加藤さんからはいろんな根本的な土台を教えていただきました」と2024年のインタビューで語っている。

## 出演
太字はメインキャラクター。

### テレビアニメ
1981年
- 怪物くん（第2作）
- うる星やつら（1981年 - 1983年、おかみ 他）
- ドラえもん（テレビ朝日版第1期）（1981年 - 2002年、男の子A、ドラリーニョ）
- まいっちんぐマチコ先生（1981年 - 1983年、まる子、エツ子）

1982年
- あさりちゃん（大泉カンタロー、キャプテン、しじみ、アナウンサー）
- おちゃめ神物語コロコロポロン（子供、オニゾール〈少年時代〉）
- ゲームセンターあらし（子供、ブタ、女の子、少年、猿）
- 手塚治虫のドン・ドラキュラ（生徒A、子トラ）
- The・かぼちゃワイン（ジュン）
- 忍者マン一平（風摩）
- 一ッ星家のウルトラ婆さん（一ッ星健一）
- フクちゃん（ガチャ代）
- 南の虹のルーシー（ビリー、トブ・ポップル）

1983年
- 愛してナイト（五十鈴、ゴン太）
- アルプス物語 わたしのアンネット（アントン）
- キャプテン翼（1983年 - 1986年、浦辺、松山光 他）
- パーマン（三重ハル三 他）

1984年
- オヨネコぶーにゃん（子供）
- 北斗の拳（1984年 - 1987年、バット）
- ふしぎなコアラブリンキー（少年A）
- 牧場の少女カトリ（子供）
- よろしくメカドック（月成彦六）

1985年
- 小公女セーラ（ベッキー）

1986年
- がんばれ!キッカーズ（浜本直人）
- ドリモグだァ!!
- マシンロボ クロノスの大逆襲（ロゴ）

1987年
- エスパー魔美（オランウーマン）
- 機甲戦記ドラグナー（ハッサン）
- シティーハンター（花江）
- 聖闘士星矢（大地）
- ミスター味っ子（1987年 - 1989年、堺一馬）

1988年
- 小公子セディ（ピーター）
- 闘将!!拉麵男（少年ザーサイ）
- トランスフォーマー 超神マスターフォース（チャン）
- 名門!第三野球部（白石〈兄〉）

1989年
- 悪魔くん（大口童子）
- 昆虫物語 みなしごハッチ（ビートン、ゲンキ）
- 獣神ライガー（勇一）
- 新ビックリマン（スネイル念）
- それいけ!アンパンマン（1989年 - 2024年、バケルくん〈初代〉、シャボンダマン〈初代〉、ケムケム、かぜこぞう〈初代〉、こんぺいとさん、カン三郎〈初代〉、なだれおに〈初代〉、くろこぞう、ホーレンソーチーフ、妖精バック〈2代目〉）
- たいむとらぶるトンデケマン!（フローリグンデ姫）
- ビリ犬なんでも商会（菊麻呂）
- 魔法使いサリー（1989年 - 1991年、よし子）
- まじかるハット（1989年 - 1990年、コワル）
- らんま1/2 熱闘編

1990年
- NG騎士ラムネ&40（ナルシー）
- 美味しんぼ（金沢、溝木圭子）
- ちびまる子ちゃん（1990年 - 、お母さん〈さくらすみれ〉、柳川、荒井、ひろし、小川、小杉太） - 2シリーズ
- チンプイ（エリの子、クリッケ）
- 八百八町表裏 化粧師（小柳定九郎）
- まじかる☆タルるートくん（ライバー）
- 魔法のエンジェルスイートミント（アングレース）
- もーれつア太郎（神様の弟子）

1991年
- おぼっちゃまくん（母ロボ）
- 少年アシベ（阿南スガオ、坂田兄、ゆうまのママ、かしこ）
- 21エモン（新郎、ミエ）
- 丸出だめ夫（ノロリ、主婦、雷様の奥さん）
- YAWARA!（1991年 - 1992年、南田）

1992年
- クッキングパパ（大介）
- クレヨンしんちゃん（1992年 - 、マサオくん、ギリギリ、マサオちん、ダークシャドー）
- ファンタジーアドベンチャー 長靴をはいた猫の冒険

1993年
- 忍たま乱太郎（1993年 - 2025年、しんべヱ、マツタケ城の若様〈2代目〉）

1994年
- きょうふのキョーちゃん（ダウンタウンのごっつええ感じより）（シンイチの母、和口アキ子、小森幸子、木久蔵）
- レッドバロン（ロビー〈2代目〉）

1995年
- オズ・キッズ（オットー）

1996年
- みどりのマキバオー（輝）

1999年
- Bビーダマン爆外伝V（ママゴン）

2000年
- ニャニがニャンだー ニャンダーかめん（ナレーター、チャーミン、チュウジ 他）

2001年
- ゴーゴー五つ子ら・ん・ど（ヒカル）

2003年
- 名探偵コナン（2003年 - 2022年、伊藤美沙里、マダム・ガガ）

2004年
- ビューティフル ジョー（オバロン）

2005年
- ケロロ軍曹（ミネミネ）
- ブラック・ジャック（横山英三〈少年時代〉）

2006年
- まじめにふまじめ かいけつゾロリ（さとちゃん）

2008年
- 地獄少女 三鼎（新谷みちる）

2009年
- 怪談レストラン（カパカパ）

2013年
- 銀魂'（鈴蘭）

2015年
- サザエさん（花沢花子〈代役〉）

2016年
- 忍たま乱太郎の宇宙大冒険 with コズミックフロント☆NEXT（2016年 - 2020年、福富しんべヱ）

2018年
- 若おかみは小学生!（田島エツ子）

2024年
- ポケットモンスター（ナンディ）

2025年
- 鬼人幻燈抄（講談師）

### 劇場アニメ
1981年
- 21エモン 宇宙へいらっしゃい!（バトンガール）

1985年
- キャプテン翼 ヨーロッパ大決戦（松山）
- キャプテン翼 危うし! 全日本Jr.（松山）

1986年
- キャプテン翼 明日に向って走れ!（松山）
- キャプテン翼 世界大決戦!! Jr.ワールドカップ（松山）
- 北斗の拳（バット）

1988年
- ぴーひょろ一家見参!（キョン太）

1990年
- ちびまる子ちゃん（お母さん）
- 魔法使いサリー（よし子）

1991年
- 機動戦士ガンダムF91（マヌエラ・パノパ）
- ドラえもん のび太のドラビアンナイト（ランプの精）

1992年
- ちびまる子ちゃん わたしの好きな歌（お母さん）
- まじかる☆タルるートくん すき・すき♡タコ焼きっ!（ライバー）

1993年
- クレヨンしんちゃん アクション仮面VSハイグレ魔王（まさおくん）
- それいけ!アンパンマン 恐竜ノッシーの大冒険（かぜこぞう）
- ドラえもん のび太とブリキの迷宮（タップ）
- 河童の三平

1995年
- クレヨンしんちゃん 雲黒斎の野望（マサオ）
- 2112年 ドラえもん誕生（ドラリーニョ）

1996年
- 映画 忍たま乱太郎（しんべヱ）
- クレヨンしんちゃん ヘンダーランドの大冒険（マサオくん）
- ドラミ&ドラえもんズ ロボット学校七不思議!?（ドラリーニョ）

1997年
- 劇場版 キューティーハニーF（ビートルママ）
- クレヨンしんちゃん 暗黒タマタマ大追跡（マサオくん）
- ザ☆ドラえもんズ 怪盗ドラパン謎の挑戦状!（ドラリーニョ）
- 地球が動いた日（和幸の母）

1998年
- クレヨンしんちゃん 電撃!ブタのヒヅメ大作戦（マサオくん）
- ザ☆ドラえもんズ ムシムシぴょんぴょん大作戦!（ドラリーニョ）

1999年
- クレしんパラダイス! メイド・イン・埼玉（マサオくん）
- クレヨンしんちゃん 爆発!温泉わくわく大決戦（マサオくん）
- ザ☆ドラえもんズ おかしなお菓子なオカシナナ?（ドラリーニョ）

2000年
- クレヨンしんちゃん 嵐を呼ぶジャングル（マサオくん）
- ザ☆ドラえもんズ ドキドキ機関車大爆走!（ドラリーニョ）

2001年
- クレヨンしんちゃん 嵐を呼ぶ モーレツ!オトナ帝国の逆襲（マサオくん）
- ドラミ&ドラえもんズ 宇宙ランド危機イッパツ!（ドラリーニョ）

2002年
- クレヨンしんちゃん 嵐を呼ぶ アッパレ!戦国大合戦（マサオくん）

2003年
- クレヨンしんちゃん 嵐を呼ぶ 栄光のヤキニクロード（マサオくん）
- 名探偵コナン 迷宮の十字路（女将〈桜屋〉）

2004年
- クレヨンしんちゃん 嵐を呼ぶ!夕陽のカスカベボーイズ（マサオくん）

2005年
- クレヨンしんちゃん 伝説を呼ぶブリブリ 3分ポッキリ大進撃（マサオくん）

2006年
- クレヨンしんちゃん 伝説を呼ぶ 踊れ!アミーゴ!（マサオくん）

2007年
- クレヨンしんちゃん 嵐を呼ぶ 歌うケツだけ爆弾!（マサオくん）

2008年
- クレヨンしんちゃん ちょー嵐を呼ぶ 金矛の勇者（マサオくん）

2009年
- クレヨンしんちゃん オタケベ!カスカベ野生王国（マサオくん）

2010年
- クレヨンしんちゃん 超時空!嵐を呼ぶオラの花嫁（マサオくん）

2011年
- クレヨンしんちゃん 嵐を呼ぶ黄金のスパイ大作戦（マサオくん）
- 劇場版アニメ 忍たま乱太郎 忍術学園 全員出動!の段（しんべヱ）

2012年
- クレヨンしんちゃん 嵐を呼ぶ!オラと宇宙のプリンセス（マサオくん）

2013年
- クレヨンしんちゃん バカうまっ!B級グルメサバイバル!!（マサオくん）

2014年
- クレヨンしんちゃん ガチンコ!逆襲のロボとーちゃん（マサオくん）

2015年
- クレヨンしんちゃん オラの引越し物語 サボテン大襲撃（マサオくん）
- ちびまる子ちゃん イタリアから来た少年（お母さん）

2016年
- カラフル忍者いろまき（黄色巻）
- クレヨンしんちゃん 爆睡!ユメミーワールド大突撃（マサオくん）

2017年
- クレヨンしんちゃん 襲来!!宇宙人シリリ（マサオくん）

2018年
- クレヨンしんちゃん 爆盛!カンフーボーイズ〜拉麺大乱〜（マサオくん）
- 若おかみは小学生!（田島エツ子）

2019年
- クレヨンしんちゃん 新婚旅行ハリケーン 〜失われたひろし〜（マサオくん）

2020年
- クレヨンしんちゃん 激突! ラクガキングダムとほぼ四人の勇者（マサオくん）

2021年
- クレヨンしんちゃん 謎メキ!花の天カス学園（マサオくん）

2022年
- クレヨンしんちゃん もののけニンジャ珍風伝（マサオくん）

2023年
- しん次元! クレヨンしんちゃん THE MOVIE 超能力大決戦 〜とべとべ手巻き寿司〜（マサオくん）
- 屋根裏のラジャー（骨っこガリガリ）

2024年
- クレヨンしんちゃん オラたちの恐竜日記（マサオくん）
- きみの色（シスター樹里）
- 劇場版 忍たま乱太郎 ドクタケ忍者隊最強の軍師（しんべヱ）

2025年
- クレヨンしんちゃん 超華麗!灼熱のカスカベダンサーズ（マサオくん）

### OVA
1988年
- 現世守護神 ぴーひょろ一家（キョン太）

1989年
- 新キャプテン翼（1989年 - 1990年、松山光）

1990年
- デビルマン 妖鳥死麗濡編（タレちゃん）
- 天外魔境 自来也おぼろ変（腰元A）

1991年
- おざなりダンジョン 風の塔（モカ）
- ジャングルウォーズ（サスケ）
- CBキャラ 永井豪ワールド（ブン太）

1995年
- うるるちゃんのかずあそび（ポポロ）

### Webアニメ
- クレヨンしんちゃん外伝 おもちゃウォーズ（2016年、マサオくん）
- クレヨンしんちゃん外伝 お・お・お・のしんのすけ（2017年、オニギリ）

### ゲーム
1994年
- YAWARA!2

1995年
- ちびまる子ちゃん まる子絵日記ワールド（おかあさん〈さくらすみれ〉）
- ドラえもん 友情伝説ザ・ドラえもんズ（ドラニコフ、ドラリーニョ）

1996年
- ちびまる子ちゃん まる子デラックスクイズ（お母さん）

2000年
- 北斗の拳 世紀末救世主伝説（バット）

2001年
- キッズステーション クレヨンしんちゃん オラとおもいでつくるゾ!（マサオくん）
- ジャック×ダクスター 旧世界の遺産（ダクスター）

2003年
- ゲゲゲの鬼太郎 異聞妖怪奇譚
- ジャック×ダクスター2（ダクスター）

2005年
- 聖闘士星矢 聖域十二宮編（大地）
- ラジアータ ストーリーズ（ダニエル）

2006年
- キャプテン翼（浦辺反次、松山光）※PlayStation 2版
- クレヨンしんちゃん 最強家族カスカベキング うぃ〜（マサオくん）
- クレヨンしんちゃん 伝説を呼ぶ オマケの都ショックガーン!

2007年
- SDガンダム GGENERATION（2007年 - 2009年、テルコット、マヌエラ・パノパ） - 2作品
- クレヨンしんちゃんDS 嵐を呼ぶ ぬってクレヨ〜ン大作戦!

2008年
- クレヨンしんちゃん 嵐を呼ぶ シネマランド カチンコガチンコ大活劇!

2009年
- クレヨンしんちゃん 嵐を呼ぶ ねんどろろ〜ん大変身!
- ジャック×ダクスター 〜エルフとイタチの大冒険〜（ダクスター）
- ちびまる子ちゃんDS まるちゃんのまち（おかあさん、こすぎくん）

2010年
- クレヨンしんちゃん おバカ大忍伝 すすめ!カスカベ忍者隊!
- クレヨンしんちゃん ショックガ〜ン!伝説を呼ぶオマケ大ケツ戦!!（マサオくん）
- 忍たま乱太郎（2010年 - 2017年、しんべヱ） - 2作品

2011年
- ガチンコヒーローズ（ダクスター）
- クレヨンしんちゃん 宇宙DEアチョー!? 友情のおバカラテ!!

2013年
- プレイステーション オールスター・バトルロイヤル（ダクスター）

2014年
- クレヨンしんちゃん 嵐を呼ぶ カスカベ映画スターズ!（マサオくん）

2017年
- キャプテン翼 〜たたかえドリームチーム〜（松山光、浦辺反次）
- クレヨンしんちゃん 激アツ! おでんわ〜るど大コン乱!（マサオくん）

2018年
- 銀魂乱舞（鈴蘭）

2021年
- クレヨンしんちゃん 「オラと博士の夏休み」〜おわらない七日間の旅〜（まさや）

2024年
- クレヨンしんちゃん 「炭の町のシロ」（マサオくん）

2025年
- プロミス・マスコットエージェンシー（タマげっ太、ナツカッシー）

### 吹き替え

#### 担当女優
ジュリー・ウォルターズ
- ハリー・ポッターシリーズ（モリー・ウィーズリー）
  - ハリー・ポッターと賢者の石
  - ハリー・ポッターと秘密の部屋
  - ハリー・ポッターとアズカバンの囚人
  - ハリー・ポッターと不死鳥の騎士団
  - ハリー・ポッターと謎のプリンス
  - ハリー・ポッターと死の秘宝 PART1
  - ハリー・ポッターと死の秘宝 PART2

- マンマ・ミーア!（ロージー）

#### 映画
- アメリカン・グラフィティ ※TBS版
- エド・ゲイン（コレット・マーシャル〈キャロル・マンセル〉）
- 踊る大紐育（ルーシー）※日本テレビ版
- オレはギャング ガーディニア（ジーナ、少年、トプシー）※TBS版
- がんばれ!ベアーズ ※テレビ朝日版
- カントリーベアーズ（ミセス・バリントン〈ミーガン・フェイ〉）
- サイン（ネイサン夫人〈マリオン・マッコリー〉）※フジテレビ版
- シャドー（チルダ）※TBS版（HDリマスターDVD＆HDリマスター特別版BD収録）
- スパイダーマン（受付嬢〈オクタヴィア・スペンサー〉）
- 大狂乱（ジープの若い女性〈ミシェリーヌ・ベルトラン〉、トッシュ・ワーナー〈アンジェリーナ・ジョリー〉）
- 007/ダイヤモンドは永遠に（ザンパー、少年）※TBS新録版
- タワー（サリー）
- ネバーエンディング・ストーリー3（ジェーン〈トレイシー・エリス〉）※ソフト版
- ハート・オブ・ウーマン（マーゴ〈ヴァレリー・ペリン〉）※日本テレビ版
- バッド・ティーチャー（リン・デイヴィス〈フィリス・スミス〉）
- 初体験/リッジモント・ハイ ※フジテレビ版
- パニッシャー（トミー・フランコ〈ブライアン・ルーニー〉）
- ハンナとその姉妹（ゲイル〈ジュリー・カブナー〉、女の子(1)）※テレビ朝日版（DVD収録）
- 北斗の拳（バット〈ダンテ・バスコ〉）
- マスク2※日本テレビ版
- レオン（少年）※テレビ朝日版

#### ドラマ
- ER緊急救命室シリーズ
  - シーズン11 #22（ジャネル・パーカーソン〈キキ・パーマー〉）
  - シーズン15 #2（モリー〈ミランダ・メイ〉、女性警官）
- ジム・ヘンソンのストーリーテラー（農夫の妻、王妃）
- ドクター・フー（マーガレット・ブレイン）
- アストリッドとラファエル 文書係の事件録 #7（カトリーヌ・ルベール）
- 6人の女 ワケアリなわたしたち（ノエミ〈クレマンティーヌ・セラリエ〉）
- マキシマ オランダ・プリンセス物語（ベアトリクス女王  〈エルジー・デ・ブラウ〉）

#### アニメ
- アラジンの大冒険（ラーナ）
- カウ&チキン（カウ）
- ジョジョ・サーカス（カースプラツキ先生〈ジェイン・イーストウッド〉）
- スヌーピーとチャーリーブラウン（シュローダー）
- トムとジェリーの宝島（青いオウム）

### 特撮
- うたう!大龍宮城（歌って踊れる野菜の声）

### ラジオ
- サンデージョッキー（NHKラジオ第一）
- 四番 なかやま（TBSラジオ）

### CD
- 鬼のずんぼらぶー〜そこのけもののけ事件帖番外編（語り、演技指導）
- 進研ゼミチャレンジ3年生計算カンペキマスターDX グラッセ姫を救え!くりけいかんのドキドキアドベンチャー（くりけいかん）
- ドラゴンクエスト列伝 ロトの紋章（キラ、フォン）
- 忍たま乱太郎 ドラマCDシリーズ（福富しんべヱ）
- ミスター味っ子（堺一馬）※カセット

### ナレーション
- Nスタ（TBS、2010年4月 - 2013年3月）
- ファミ☆ピョン（TBS）
- あさイチ（NHK総合） ※同番組の毎週木曜日のレギュラーコーナー「愛でたいnippon」（旧「“JAPA”なび」）に登場する「ぶたまん」、「あんまんちゃん」、「とりっぷさん」の声を担当
- さまぁ〜ずの世界のすげぇにツイテッタ〜（毎日放送）
- 厳選!いい宿ナビ（地旅ナレーション）
- 出発!気ままに趣味旅（BSジャパン、2015年10月 - 2016年3月）
- 異世界居酒屋〜古都アイテーリアの居酒屋のぶ〜（Webアニメ、2018年4月 - 9月）実写パート
- 愛知発地域ドラマ“真夜中のスーパーカー”放送直前SP 「レトロなクルマに恋して!」（NHK BSプレミアム）
- プライムニュース イブニング 2018年4月から芸能コーナー PRIMEワイド（フジテレビ）
- 妻よ薔薇のように 家族はつらいよIII （予告編ナレーション）

### テレビドラマ
- 大河ドラマ
  - 山河燃ゆ
  - 春の波涛
- パパはニュースキャスター（鏡竜太郎のファンの声）
- 世にも奇妙な物語20周年スペシャル・春 〜人気番組競演編〜「まる子と会える町」（お母さん〈さくらすみれ〉の声）

### テレビ番組
- おはなしの旅「牛方とやまんば」- 語り
- 快感MAP（テレビ朝日）
- 世界まるごとHOWマッチ（声の出演、TBS）
- 天才てれびくんMAX（NHK教育）2009年5月21日、忍たま関連で本人が出演
- なりきり!むーにゃん生きもの学園（NHK教育）むーにゃん（声）
- メントレG（フジテレビ）ナビゲーター「ココちゃん」の声、「T-U」名義

### その他コンテンツ
- 進研ゼミ小学講座（くりけいかん）
- 東京ディズニーランド
  - 「ミッキーのマジカルミュージックワールド」（ポット夫人）
  - 「美女と野獣“魔法のものがたり”」（ポット夫人）
- 溜池Now（GyaO）第39 - 41回「すべらない怪談話 Vol.1 - 3」に出演
- ハウス食品 栄養強化米 CM（2016年、人形の声）
- 毎日香（さだきち君の母親の声）
- エネワンでんき CM（北海道限定、ナレーション）